# ニューロティック・アウトサイダーズ
ニューロティック・アウトサイダーズ（Neurotic Outsiders）は、アメリカ合衆国カリフォルニア州ハリウッドで1995年に結成されたスーパーグループ。メンバーは、元セックス・ピストルズのスティーヴ・ジョーンズ（ボーカル&ギター）、当時ガンズ・アンド・ローゼズのメンバーであったダフ・マッケイガン（ボーカル&ギター）とマット・ソーラム（ボーカル&ドラムス）、当時デュラン・デュランのメンバーであったジョン・テイラー（ボーカル&ベース）の4人。

## 来歴
1995年6月、マット・ソーラムはハリウッドのザ・ヴァイパー・ルームで行われる癌患者のためのベネフィット・コンサートへの協力を依頼されて、スティーヴ・ジョーンズ、ダフ・マッケイガン、ジョン・テイラーと共にニューロティック・ボーイ・アウトサイダーズを結成。ジョーンズとテイラーはイギリス人だが、ジョーンズは1980年代よりロサンゼルスを拠点としており、テイラーも当時は自身のマネージメントがあるロサンゼルスへ移住していた。彼らはその後、バンド名をニューロティック・アウトサイダーズに改めている。バンドはザ・ヴァイパー・ルームを拠点としてライヴ活動を続け、同年にはラスベガス、ニューヨーク、フィラデルフィア、ボストン、コスタメサでもライヴを行った。この年に行われた公演の中には、ブライアン・セッツァー、スラッシュ、ビリー・アイドルがゲスト参加した回もある。
ニューロティック・アウトサイダーズのライヴでは、ストゥージズ、ダムド、ロキシー・ミュージック、ザ・クラッシュ等のカヴァーに加えて、セックス・ピストルズの「プリティ・ヴェイカント」やデュラン・デュランの「プラネット・アース」のセルフ・カヴァーも演奏された。「プラネット・アース」は後に、日本限定で発売された「アンジェリーナEP」（1997年）に収録された。
1996年、ジョーンズはセックス・ピストルズの再結成に参加。同年9月、マヴェリック・レコードから唯一のスタジオ・アルバム『ニューロティック・アウトサイダーズ』が発表されて、バンドはアメリカ、カナダ、フランス、ドイツ、イギリスで公演を行った。
1997年1月、アルバム未収録曲も含む「アンジェリーナEP」が日本でリリースされた。なお、ジョン・テイラーは同月にデュラン・デュランを一度脱退している。

## 解散・再結成
1998年夏、スティーヴ・ジョーンズのマネージメントによって、ニューロティック・アウトサイダーズは既に解散していることが明らかにされた。しかし、1999年4月には再結成ライヴを行い、ザ・カルトのメンバーやスパイス・ガールズのメラニー・Cと共演している。また、2006年にも一度だけ再結成ライヴを行った。

## ディスコグラフィ

### アルバム
- 『ニューロティック・アウトサイダーズ』 - Neurotic Outsiders (1996年)

### シングル・EP
- "Jerk" (1996年)
- 「アンジェリーナEP」 (1997年、日本限定)